# Bourg de Zhanggu
 (août 2022).
Le bourg de Zhanggu (chinois : 章谷镇 ; pinyin : zhānggǔ zhèn) est un bourg du Xian de Danba, dans la préfecture autonome tibétaine de Garzê, province du Sichuan, en République populaire de Chine.